# Hirokazu Ishihara
Hirokazu Ishihara (石原 広教 Ishihara Hirokazu?, Kanagawa, 26 de febrero de 1999) es un futbolista japonés que juega como defensa en el Urawa Red Diamonds de la J1 League.

## Trayectoria

### Clubes
| Club                    | País  | Año       |
| ----------------------- | ----- | --------- |
| Shonan Bellmare         | Japón | 2016-2023 |
| Avispa Fukuoka (cedido) | Japón | 2019      |
| Urawa Red Diamonds      | Japón | 2024-     |

## Palmarés

### Títulos nacionales
| Título         | Club            | País  | Año  |
| -------------- | --------------- | ----- | ---- |
| J2 League      | Shonan Bellmare | Japón | 2017 |
| Copa J. League | Shonan Bellmare | Japón | 2018 |